# كاتيكولاميني الفعل
المقصود بالمادة كاتيكولامينية الفعل (بالإنجليزية: Catecholaminergic)‏، هي المادة المتعلقة بالكاتيكولامينات. تشمل نواقل الكاتيكولامين الدوبامين، والنورإيبنفرين (نورأدرينالين)، والإيبنفرين (أدرينالين). العامل كاتيكولاميني الفعل أو العقار كاتيكولاميني الفعل هو المادة الكيميائية التي تعمل على تعديل نظم الكاتيكولامينات -مباشرةً- في الجسم، والدماغ. تشمل الأمثلة على المواد كاتيكولامينية الفعل:
- المواد دوبامينية الفعل
- المواد أدرينالي الفعل